# A Nod Is As Good As a Wink... to a Blind Horse
《A Nod's as Good as a Wink... To a Blind Horse》는 영국의 록 밴드 페이시스의 세 번째 스튜디오 음반이자, 1971년에 발표된 두 번째 음반이다. 리드 싱어 로드 스튜어트가 〈Maggie May〉로 최근 솔로 활동에서 성공을 거둔 덕분에, 이 음반은 페이시스의 음반 중 세계적으로 가장 성공적인 음반이 되었으며, 미국 차트 6위, 영국 차트 2위를 기록했다. 또한 이 음반에는 그들의 미국 내 최대 히트곡인 호방한 느낌의 〈Stay with Me〉 (영국 6위, 미국 17위)가 수록되어 있으며, 음반 자체는 1972년 미국 음반 산업 협회(RIAA)로부터 골드 인증을 받았다.
이 음반에는 두 곡의 오리지널 발라드와 척 베리의 〈Memphis, Tennessee〉 커버가 포함되어 있다. 이전 페이시스 음반들에서는 주로 백업 보컬이나 간헐적으로 리드 보컬을 맡았던 베이시스트 로니 레인은 이번 음반에서 자신의 자작곡 세 곡 (그 중 한 곡은 키보디스트 이언 맥라건과의 공작)을 리드 보컬로 소화했다. 이 곡들 중에서 아버지와 아들의 관계를 암시적으로 다룬 〈Debris〉는 히트곡 〈Stay with Me〉의 B-사이드로 선택되었고, 미국 발매판의 B-사이드로는 레인의 〈You're So Rude〉가 사용되었다.

## 발매 및 평가
| 전문가 평가       | 전문가 평가 |
| 평가 점수         | 평가 점수   |
| 출처              | 점수        |
| ----------------- | ----------- |
| AllMusic          | [ 3 ]       |
| Rolling Stone     | mixed       |
| The Village Voice | A−          |

이 음반의 초판에는 대형 포스터가 포함되어 있었다. 이 포스터에는 음반 수록곡의 가사와 더불어 알약과 약 캡슐의 클로즈업 이미지, 그리고 호텔 방에서 누드 여성 팬들과 어울리는 밴드 및 스태프들의 모습을 담은 폴라로이드 사진 (투어 중 촬영된 것으로 보임)이 담겨 있었다. 발매 후 몇 주 만에 음반사는 이 포스터 없이 음반을 재발매했으며, 이로 인해 포스터가 포함된 초판은 단숨에 수집가들의 희귀품이 되었다.
2015년 8월 28일, 이 음반은 리마스터 및 확장판으로 재발매되었으며, 보너스 트랙으로는 이전에 공개되지 않았던 BBC 세션 녹음곡 두 곡이 수록되었다. 새롭게 재발매된 바이닐 음반에는 초판 LP에 포함되었던 포스터도 재현되어 수록되었다.
이 음반은 《죽기 전에 꼭 들어야 할 앨범 1001》에 수록되었다.

## 곡 목록
| #  | 제목                   | 작사·작곡                | 재생 시간 |
| -- | ---------------------- | ------------------------ | --------- |
| 1. | 〈Miss Judy's Farm〉   | 로드 스튜어트, 로니 레인 | 3:38      |
| 2. | 〈You're So Rude〉     | 레인, 이언 맥라건        | 3:41      |
| 3. | 〈Love Lives Here〉    | 레인, 스튜어트 ,우드     | 3:04      |
| 4. | 〈Last Orders Please〉 | 레인                     | 2:33      |
| 5. | 〈Stay with Me〉       | 스튜어트, 우드           | 4:37      |

| #  | 제목                    | 작사·작곡      | 재생 시간 |
| -- | ----------------------- | -------------- | --------- |
| 1. | 〈Debris〉              | 레인           | 4:36      |
| 2. | 〈Memphis〉             | 척 베리        | 5:29      |
| 3. | 〈Too Bad〉             | 스튜어트, 우드 | 3:12      |
| 4. | 〈That's All You Need〉 | 스튜어트, 우드 | 5:06      |

## 인증
| 국가                       | 인증 | 판매량/출하량 |
| -------------------------- | ---- | ------------- |
| 영국 (BPI)                 | 골드 | 100,000^      |
| 미국 (RIAA)                | 골드 | 500,000^      |
| ^출하량을 기반으로 한 인증 |      |               |